# Jacques-Raymond Lucotte
Jacques-Raymond Lucotte  (* 1739; † 1811) war ein französischer Architekt, Schlosser, Mechaniker und Enzyklopädist.

## Leben und Wirken
Er war ein Student der Académie royale d’architecture in Paris.
Am 15. August 1765 gründete er mit dem Maler Poiraton eine freie Kunstschule, welche aber nur kurze Zeit Bestand hatte.
Für die Encyclopédie von Denis Diderot und Jean-Baptiste le Rond d’Alembert schrieb er verschiedene Artikel, so über Mauerwerk,  maçonnerie, Marmor, marbrier, Marketerie marqueterie, Zimmerei menuiserie, Mosaik mosaïque (art. méchaniques), Installateur plomberie, Brückenbau pont, Maschinen des machines, Florist fleuriste,  Formenbau formier,  tourbissure,  Handschuhmacherei ganterie und über die Schlosserei serrurerie.
Im Jahre 1779 eröffnete er seine eigene Schule. In dieser École gratuite des arts wurden die Adepten in zwei Jahren ausgebildet.

## Werke (Auswahl)
- Le Vignole moderne, ou Traité élémentaire d’architecture. 3 vol., Paris, (1772–1784)
- L’Art de la maçonnerie. Paris, (1783)